# Maral Yazarloo
Maral Yazarloo (Kelarabad, 18 de novembro de 1981) é uma estilista e motociclista iraniana, e foi a primeira mulher a fazer uma turnê mundial de motocicleta, solo e grávida, passando por todos os continentes. Durante a turnê, fez campanha a favor do direito das mulheres iranianas a obter carteira de motorista e andar de motocicletas no Irã. Foi classificada como uma das 100 mulheres mais inspiradoras do mundo, pela BBC 100 Women, no ano de 2018.

## Biografia
Yazarloo nasceu em 18 de novembro de 1981 em  Kelarabad, no Irã. Se mudou para Pune, na Índia, em 2004 para fazer MBA no Wadia College. E fez PhD em marketing, na Universidade de Pune. Após o curso, passou a trabalhar como diretora de marketing do Grupo Panchshil Realty, uma das maiores corretoras de imóveis da índia. Desde criança, tinha interesse por moda, e resolveu fazer um curso de design no IED, em Milão. Em 2012 criou sua grife, chamada Maya e estreou em Paris. Em 2015, sua coleção desfilou na London Fashion Week. E já foram apresentadas em Roma e Dubai.
Comprou sua primeira moto, uma Harley Davidson Forty Eight de 1200 cilindradas, em 2010, durante uma viagem a trabalhou em Mumbai. Assim que voltou de viagem, se juntou ao Harley Owners Group e passou a participar dos passeios do grupo por todo o país. Durante este período, percebeu que tinha poucas mulheres realmente interessadas em pilotar motos na Índia. Yazarloo criou a Lady Riders of India, um clube para reunir mulheres motociclistas de grandes motos, onde formam um sistema de apoio entre elas.
Com o patrocínio do Grupo Panchshil, no dia em 15 de março de 2017, Yazarloo iniciou uma turnê mundial, a Ride to be One, que durou 526 dias, passando por todos os continentes. Percorreu 64 países e 110.000 quilômetros com sua moto BMW GS de 800 cilindradas. Teve como parceiro de turnê o ciclista de cross-country Pankaj Trivedi, que conheceu durante a India Bike Week. Trivedi precisou retornar à Índia, depois de 9 meses, devido a problemas de saúde. Como as mulheres iranianas são proibidas de andar de moto, Yazarloo aproveitou a Ride to be One para fazer campanha a favor das mulheres iranianas em obter carteiras de motorista e andar de moto, e conscientizar sobre violência praticada contra as mulheres. Durante a turnê, o namorado de Yazarloo, Alex Pattrick, a pediu em casamento. Ele viajou até o Peru e se casaram em Machu Picchu. Pattrick a acompanhou até a Bolívia, depois retornou para a Índia e Yazarloo seguiu viagem. Nos últimos 6 meses de turnê, viajou grávida de uma menina, a qual deram o nome de Nafas Elizabeth Pattrick.